# Fox-Amphoux
Fox-Amphoux (okzitanisch Fòs Amfós) ist eine französische Gemeinde mit 501 Einwohnern (Stand 1. Januar 2022) im Département Var in der Region Provence-Alpes-Côte d’Azur. Sie gehört zum Kanton Flayosc im Arrondissement Brignoles.

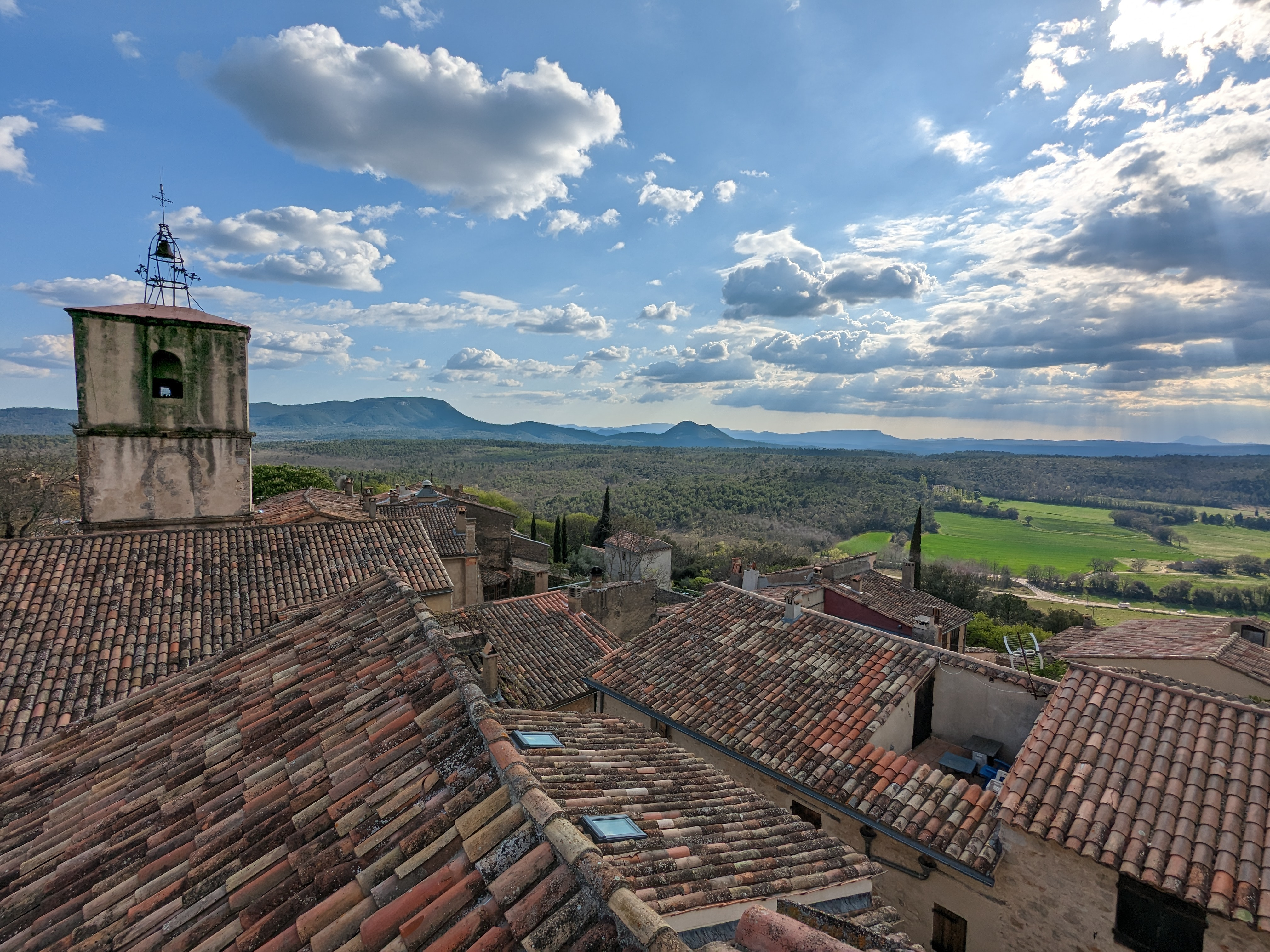
Blick von der Aussichtsplattform nach Süden über die Dächer von Fox auf den Kirchturm, den Gros und Petit Béssillon, in der Ferne das Massif de la Sainte-Baume

Fox-Amphoux besteht aus drei Ortsteilen, dem pittoresken alten Dorf (Vieux Fox), einem typischen Village perché mit den Resten eines mittelalterlichen Castrums, auf einem Hügel in 540 m Höhe. Das Dorf besteht aus engen Gassen mit gut instandgehaltenen alten Häusern, die sich um einen kleinen Platz vor der Pfarrkirche Notre-Dame-de-l'Assomption herum gruppieren. Auf diesem steht ein Naturdenkmal, ein großer, 1550 gepflanzter Micocoulier, unter dem im Sommer Freiluftkonzerte stattfinden. Von einer Aussichtsplattform bietet sich ein Panorama auf die weiten Wälder der "Provence verte", den Mont St. Victoire im Westen und die beiden Béssillons, nach Norden bis zu den Südalpen.
Der landwirtschaftlich geprägte Weiler Amphoux gruppiert sich in der Ebene um die Überreste einer großen Burganlage, in der sich ein Freilichttheater befindet. 
In La Bréguière, dem dritten Ortsteil, befinden sich Mairie, Schule, die Post, eine Mehrzweckhalle und ein kleines Museum mit Dinosaurierfossilien, das in der ehemaligen Genossenschaftskellerei des Dorfes untergebracht ist. 

## Geographie
Der Dorfkern liegt auf einer bewaldeten Kuppe. Nachbargemeinden sind Montmeyan im Norden, Sillans-la-Cascade im Osten, Cotignac im Süden und Tavernes im Westen.

## Bevölkerungsentwicklung
| 1962 | 1968 | 1975 | 1982 | 1990 | 1999 | 2006 | 2017 |
| ---- | ---- | ---- | ---- | ---- | ---- | ---- | ---- |
| 253  | 229  | 248  | 287  | 349  | 375  | 415  | 459  |

## Persönlichkeiten
- Paul de Barras (1755–1829), Politiker und Mitglied des Direktoriums